# ددي
ددي (أيضًا چدي أو ددي من چد سنفرو) هو اسم خيالي لساحر مصر القديمة يظهر في الفصل الرابع من قصة مروية في بردية وستكار الأسطورية. يُقال إنه قام بعمل معجزات خلال حكم الملك خوفو (الأسرة الرابعة).

## الشخصية الأدبية
يظهر ددي فقط في القصة الرابعة من بردية وستكار - لا يوجد دليل أثري أو تاريخي على وجوده. ومع ذلك، فهو موضع اهتمام كبير بالنسبة للمؤرخين وعلماء المصريات، حيث ترتبط حيله السحرية بتصورات ثقافية لاحقة لشخصية الملك خوفو. يوصف ددي بأنه عامي ذو عمر استثنائي، ويمتلك قوى سحرية وموهوب في تقديم النبوءات.

## عجائب ددي
وفقًا لـبردية وستكار، الأمير جدف حور يروي قصة ددي. يقف أمام والده، الملك خوفو، ويقول: "تتحدث الناس عن معجزات حدثت منذ زمن طويل، شيء معروف فقط للأجيال الماضية. الحقيقة والزيف لا يمكن تمييزهما هنا. ولكن هناك شخص في زمن حياتك يا جلالة الملك، غير معروف، شخص قادر على تحويل الجاهل إلى حكيم." يسأل خوفو: "ما معنى هذا، يا جدف حور، يا بني؟" يجيب جدف حور: "هناك عامي يُدعى ددي، يعيش في جد-سنيفرو. هو مواطن بسيط، ولكن عمره 110 سنوات، يأكل 500 رغيف خبز، وكتف لحم بقر ويشرب 100 جرة من البيرة كل يوم. هو قادر على إحياء الكائنات المقطوعة الرأس. ويقال أيضًا إنه يستطيع جعل الأسود البرية مطيعة جدًا لدرجة أن الحيوان سيتبعه بحبل يجره على الأرض. وعلاوة على ذلك، فإن هذا ددي يعرف عدد الإبوت في المقدس-معبد تحوت." قضى الفرعون وقتًا طويلاً في البحث عن هذه الحجرات، لأنه خطط لبناء شيء مشابه لأفقه. ويأمر خوفو: "أنت بنفسك، يا جدف حور، يا ابني، اجلبه لي!"
وهكذا يرتب جدف حور رحلته خلال الشهر الأول من موسم شمو ويسافر إلى جد-سنيفرو. يجد ددي ويدعو الرجل العجوز إلى قصر الملك بالكلمات: "حالتك تعادل شخصًا يعيش من الشيخوخة وشخصًا ينام حتى الفجر، خاليًا من المرض وضيق التنفس. لأن "الشيخوخة" هي زمن الموت، زمن التحضير للدفن وزمن الدفن. هذا هو التساؤل عن حالة الرجل النبيل. لقد جئت لأدعوك بأمر من والدي، المبرر، لكي تأكل من الأطعمة الشهية التي يقدمها والدي، طعام أتباعه. ثم يمكنه أن يقودك إلى الأجداد الذين هم في المقبرة الآن." يجيب ددي: "مرحبًا، مرحبًا، جدف حور، ابن الملك، المحبوب من والده! ليمدحك والدك، خوفو المبرر. ليدع مكانك يكون في مقدمة كل المكرمين على مر الزمان. ليدافع كا الخاص بك بنجاح عن كل الأشياء ضد أي عدو. ليدرك با الخاص بك الطرق التي تؤدي إلى بوابة الموتى المحنطين." يجلب جدف حور ددي إلى المرسى ويحضر قاربًا معدًا للسفر. يعد الرجل العجوز باتباع جدف حور، بشرط أن يتمكن من جلب كتبه وعلمائه معه. يقبل جدف حور، ويسافر كلا الرجلين إلى قصر خوفو الملكي.
يدخل جدف حور القصر ويتوجه مباشرة إلى والده، الملك خوفو. يقول الأمير: "ليحيا جلالتك، مباركًا ومزدهرًا! لقد أحضرت لك ددي!" يجيب خوفو: "اذهب وأحضره لي!" ثم يجلس خوفو في قاعة الاستقبال الملكية. يستقبل الفرعون ددي بالكلمات: "ما الأمر، ددي، هذا الإنكار لرؤيتك من قبل؟" يجيب ددي: "أيها السيّد، يا مولاي! فقط من يتم استدعاؤه هو من سيأتي. لقد تم استدعائي، والآن انظر، أيها السيّد، يا مولاي، لقد جئت." يواصل الفرعون: "هل هذا صحيح، هذا الحديث عن أنك تستطيع إصلاح رأس مقطوع؟" يقول ددي: "نعم، أيها السيّد، يا مولاي. لتعيش، مباركًا ومزدهرًا. أنا أعلم كيف أفعل ذلك." يجيب خوفو: "ليتم إحضار سجين، ليتم تنفيذ إعدامه." يرفض ددي قائلاً: "ليس لجعل إنسان يعاني، أيها السيّد، يا مولاي! لتعيش، مباركًا ومزدهرًا. ترى، لم يكن مسموحًا أبدًا فعل شيء كهذا على القطيع النبيل." يختار ددي ثلاثة حيوانات بدلاً من ذلك - أولاً إوزة. يقطع رأس الإوزة ويضع رأسها في الجانب الشرقي من قاعة الاستقبال، والجسم في الجانب الغربي. ثم ينطق ددي تعويذة سرية، فينهض رأس الإوزة، ويبدأ في المشي. ثم ينهض جسم الإوزة ويمشي أيضًا. تتحرك أجزاء الجسم في اتجاهات متساوية، ثم تندمج معًا. الإوزة التي أعيدت إلى الحياة تترك الآن القاعة وهي تصرخ. يتم تنفيذ نفس الأداء مع طائر مائي غير محدد وثور. كلا الحيوانين يعاد إحياؤهما بنجاح أيضًا. الآن يقول الملك: "يقال إنك تعرف عدد الإبوت داخل المقدس-معبد تحوت. الآن؟" يجيب ددي: "لتكون ممدوحًا، أيها السيّد، يا مولاي! لا أعرف عددهم. لكني أعرف أين يمكن العثور عليهم." يسأل خوفو: "أين هو؟" يجيب ددي: "هناك صندوق من اللفائف، مصنوع من الصوان، مخزن في غرفة تُسمى 'الأرشيف' في هليوبوليس." يأمر الملك: "أحضر ذلك الصندوق!" يجيب ددي: "لتكون جلالتك مزدهرًا ومباركًا، لست أنا من يمكنه إحضاره لك." يسأل خوفو: "من قد يكون الشخص الذي يمكنه إحضاره لي؟" يجيب ددي: "الأكبر من بين الأطفال الثلاثة في رحم رود جدت، هو من سيحضره لك." يقول الملك: "أتمنى حقًا كل هذه الأمور التي تقولها. من هي هذه رود جدت؟" يجيب ددي: "هي زوجة كاهن مطهر (وعب) لإله رع، سيد ساخب. الإله قد تظلل، أن الأكبر من الثلاثة سيعبد ككاهن كبير لهليوبوليس على المملكة بأكملها." يصبح مزاج الملك حزينًا بعد هذا. يسأل ددي: "ما هذا القلب الخاص بك، أيها السيّد، يا مولاي، الذي يصبح حزينًا هكذا! هل هو بسبب الأطفال الذين تظللهم؟ أولاً ابنك، ثم ابنه، ثم واحد منهم." يجيب خوفو: "متى ستلد رددت؟" يقول ددي: "سيحدث ذلك خلال الشهر الأول من موسم برت، في اليوم الخامس عشر." يصبح خوفو غاضبًا: "لكن هذا هو الوقت الذي يُقطع فيه قناة الأسماك! سأعمل بيديّ للدخول إليها! ثم سأزور ذلك معبد رع، سيد ساخب." ويقول ددي: "سأجعل المياه عند النقاط القابلة للعبور من قناة الأسماك تصل إلى ارتفاع أربعة أذرع من أجلك." يقف خوفو ويأمر: "عينوا ددي في مكان داخل قصر ابني جدف حور حيث سيعيش من الآن فصاعدًا. تكون مكاسبه اليومية 1000 رغيف خبز، 100 جرة بيرة، ثور واحد و100 حزمة من ثوم الحقول." ويتم تنفيذ كل الأمور كما أمر.

## التحليل الحديث
كان المؤرخون وعلماء المصريات مثل أدولف إيرمان وكورت هاينريش سيثه يعتقدون أن حكايات بردية وستكار كانت مجرد حكايات شعبية. فالعروض السحرية التي تظهر فيها الحيوانات تُقطع رؤوسها وتُعاد إلى الحياة كانت تُؤدى حتى بضعة عقود مضت، ولكنها نادرًا ما تُعرض اليوم بسبب التحفظات الجمالية والأخلاقية.
ينكر علماء المصريات الحديثون مثل فيرينا ليبر ومريم ليختهايم هذا الرأي ويجادلون بأن سيثه وإيرمان قد يكونان فشلا في رؤية عمق هذه الروايات. يشيرون إلى العديد من الكتابات المصرية القديمة المماثلة ولكن المتأخرة قليلاً، والتي يظهر فيها السحرة وهم يؤدون حيلًا سحرية مشابهة جدًا ويتنبؤون للملك. وفقًا لليبر وليختهايم، فإن قصصهم مستوحاة بوضوح من حكاية ددي. من الأمثلة الوصفية البرديات pAthen ونبوءة نفرتي. تُظهر هذه الروايات كيف كان موضوع التنبؤ شائعًا بالفعل خلال الدولة القديمة - تمامًا كما هو الحال في قصة بردية وستكار. وتتحدث كلاهما عن أشخاص تابعين يتمتعون بقدرات سحرية مشابهة لتلك التي لدى ددي. تحتوي بردية pBerlin 3023 على الرواية الفلاح البليغ، حيث تظهر العبارة التالية: "انظر، هؤلاء فنانون يخلقون الموجود من جديد، حتى أنهم يستبدلون رأسًا مقطوعًا"، والتي يمكن تفسيرها كإشارة إلى بردية وستكار. تحتوي pBerlin 3023 على إشارة أخرى تعزز الفكرة بأن العديد من الروايات المصرية القديمة تأثرت بـبردية وستكار: العمود 232 يحتوي على عبارة النوم حتى الفجر، التي تظهر تقريبًا بنفس الكلمات في بردية وستكار. نظرًا لأن pAthen وpBerlin 3023 ونبوءة نفرتي تُظهر نفس طريقة الكلام والتقاط العبارات الغريبة، ترى ليبر وليختهايم أن ددي (والحكماء الآخرون من نفس البردية) لا بد أنهم كانوا معروفين للمؤلفين المصريين لفترة طويلة.

## روابط خارجية
- نسخ وترجمة بردية وستكار (بردية برلين 3033) إلى الإنجليزية بواسطة نسخ أ. م. بلاكمان (1988) (ملف PDF)
- ددي في بردية وستكار على reshafim.org